# Thérence Kéthévoama
Thérence Kéthévoama (ur. 23 listopada 1989 w Bangi) – środkowoafrykański piłkarz grający na pozycji środkowego obrońcy. W swojej karierze rozegrał 19 meczów w reprezentacji Republiki Środkowoafrykańskiej.

## Kariera klubowa
Swoją karierę Kéthévoama rozpoczął w klubie AS CotonTchad. W sezonie 2010 zadebiutował w jego barwach w pierwszej lidze czadyjskiej. W latach 2010–2012 grał w gabońskim AS Pélican, a w 2013 był zawodnikiem AS Tempête Mocaf, z którym wywalczył mistrzostwo Republiki Środkowoafrykańskiej. W latach 2014–2016 był graczem SCAF Tocages, a w latach 2016-2021  -ponownie AS Tempête Mocaf. W sezonie 2018/2019 wywalczył mistrzostwo kraju, a w 2021 zdobył krajowy puchar.

## Kariera reprezentacyjna
W reprezentacji Republiki Środkowoafrykańskiej Kéthévoama zadebiutował 9 października 2014 roku w przegranym 0:4 towarzyskim meczu z Marokiem. Od 2010 do 2017 wystąpił w kadrze narodowej 19 razy.